# 棕榈泉 (电影)
是2020年美國科幻浪漫喜剧电影，由麦克斯·巴巴考夫执导，安迪·西亚拉编剧，安迪·萨姆伯格、克莉絲汀·米利歐提、彼得·蓋勒、J·K·西蒙斯主演。影片讲述两名在棕榈泉出席婚礼的陌生人遭遇时间循环的故事。
影片于2020年1月26日在圣丹斯电影节首映，2020年7月10日由Neon在指定影院发行，Hulu在线上发行。影片获得普遍好评，其中演员的表演和剧情创意获得表扬。影片在第78届金球奖中获得两项提名，一项是最佳音乐及喜剧电影，一项是萨姆伯格的最佳音乐及喜剧类电影男主角。

## 剧情
11月9日，棕榈泉，参加塔拉和阿贝的婚礼的奈尔斯，在女朋友米斯蒂身旁醒来。招待会上，奈尔斯即兴演讲，为醉酒且毫无准备的伴娘、塔拉的姐姐莎拉救场。奈尔斯和莎拉一起过夜，他们发现米斯蒂背着奈尔斯偷情后，打算去沙漠做爱，但不料奈尔斯在沙漠被神秘人射箭，肩膀中箭负伤。受伤的奈尔斯看到附近的洞穴有一股神秘的亮光，决定独自前去一探究竟，没让莎拉跟随。然而莎拉非常担心奈尔斯，跟他去了，结果被吸入洞穴的漩涡中。
莎拉醒来时，惊讶地发现时间又是11月9号。她去找奈尔斯，奈尔斯表示，由于她跟着自己进洞穴，她和自己一样陷入同一个时间循环。莎拉想出好几种办法逃离循环，比如开车回去奥斯汀，作出出格行为，甚至自杀，结果都没有成功。奈尔斯和莎拉在一起过了几天，发现附近有一家人去远行，留下空房子，便经常到这家人的泳池消遣。奈尔斯表示，朝自己射箭的男人叫罗伊，是加州尔湾的家庭主夫。罗伊和他在结婚上认识，还一起嗑药，结果也被时间循环困住。奈尔斯告诉莎拉，罗伊认为他是造成自己困于时间循环的罪魁祸首，这次来棕榈湾恰好碰到他，于是起了复仇心。
经过几番轮回，奈尔斯和莎拉在沙漠扎营，两人一起服用迷幻蘑菇，最终发生性关系。第二天，莎拉在阿贝房间醒来，原来她11月8日晚和阿贝一起过夜。阿贝建议莎拉趁别人还没有发现，赶紧离开。莎拉很内疚，没和奈尔斯说她和阿贝过夜的事情，只是说她和奈尔斯无论怎么做，都无法解决问题。突然，两人被一名警察截住，原来这位警察就是罗伊，莎拉情急之下开警车撞伤罗伊。争执过后，奈尔斯承认莎拉进入时间循环前，他已经和她做了好几次爱，他说自己先前的经历时撒了谎。莎拉觉得很恶心，冲向一辆朝她驶来的卡车自杀，重启了这一天。
醒来后，奈尔斯四处寻找莎拉未果。他从阿贝的枕头中嗅出莎拉香水的味道，意识到阿贝在婚礼前夕和莎拉偷情。他在婚礼上找阿贝对质，两人打了一架。奈尔斯去尔湾找罗伊，罗伊在上个循环中被莎拉开车撞成重伤，在重症监护室痛苦的醒来，已经无法向奈尔斯复仇。罗伊说他本来和体贴他人的家人过着美满的生活，结果现在再也不能见证孩子们长大了。罗伊叫奈尔斯别再找他说话了，但奈尔斯让罗伊杀掉自己，好让自己重启。
另一边厢，莎拉就外遇的事情找阿贝对质，双方都表达了遗憾和悔恨之情。莎拉下定决心逃出时间循环，在餐厅呆了几天，潜心研究量子力学和广义相对论，还和物理教授们商讨对策，最终找到解决办法。为了验证她的方法，她找来一只山羊，把它送入布满炸药的洞穴，结果下一次重启时，山羊消失了。莎拉叫醒奈尔斯，说自己找到了解决方法，那就是在重启之前，到洞穴用炸药自爆。不料奈尔斯突然向莎拉表白，说自己想和她永远待在时间循环。莎拉只好抛弃他，独自开始逃跑计划，沮丧的奈尔斯和女友米斯蒂分手。
莎拉出席婚礼，发表演讲衷心祝福新娘塔拉，之后她打了一通电话，就带着炸药去洞穴。奈尔斯一个人在酒吧喝酒，突然转变心意，决定和她一起离开，于是赶到洞穴，说宁愿和莎拉一起死，也不要自己一个人留在时间循环中。莎拉非常感动，她按下引爆器时，和奈尔斯深情亲吻。奈尔斯和莎拉醒来，又到空荡荡的泳池中闲逛，然而房子的主人出现，说今天是11月10日，意味着他们的计划成功。
片尾彩蛋中，罗伊在婚礼中接近奈尔斯，想套出莎拉的逃跑计划（他接到莎拉的电话）。由于奈尔斯说不认识他，他意识到莎拉的计划成功了，于是笑了笑。

## 阵容
- 安迪·萨姆伯格 饰 奈尔斯（Nyles），米斯蒂男友，莎拉情人
- 克莉絲汀·米利歐提 饰 莎拉·王尔德（Sarah Wilder），新娘塔拉的姐姐
- J·K·西蒙斯 饰 罗伊·史立芬（Roy Schlieffen），另一个困在时间循环中的人
- 梅瑞迪斯·海格纳（英语：Meredith Hagner） 饰 米斯蒂，奈尔斯女友，塔拉的伴娘
- 卡蜜拉·曼德絲 饰 塔拉·安妮·王尔德（Tala Anne Wilder），莎拉同父异母的妹妹，新娘
- 泰勒·霍奇林 饰 亚伯拉罕·尤金·特伦特·“阿贝”·史立芬（Abraham Eugene Trent "Abe" Schlieffen），塔拉未婚夫
- 吴育刚 饰 特雷弗（Trevor），婚礼主持人
- 彼得·蓋勒 饰 霍华德·王尔德（Howard Wilder），莎拉和塔拉的父亲
- 杰奎琳·奥拉德丝 饰 皮亚·怀尔德（Pia Wilder）莎拉继母
- 朱恩·斯奎布 饰 娜娜·史立芬（Nana Schlieffen），阿贝祖母
- 珍娜·弗里德曼（英语：Jena Friedman） 饰 酒保黛西（Daisy the Bartender）
- 汤加伊·基里萨（英语：Tongayi Chirisa） 饰 杰瑞（Jerry），伴郎
- 黛尔·迪基（英语：Dale Dickey） 饰 达拉（Darla），酒吧女子
- 康纳·奥马利（英语：Conner O'Malley） 饰 兰迪（Randy），伴郎
- 克利福德·V·约翰逊（英语：Clifford V. Johnson） 饰 自己

## 制作
导演麦克斯·巴巴考夫和编剧安迪·西亚拉在美国电影学院读书的时候，就想出了影片的概念，“为低预算影片写剧本时将荣格的心理学概念及语用学重要性融为一体，出来的影片会很容易制作”。他们在编剧时参考了荒诞喜剧呢喃核电影《离开拉斯维加斯》，这部电影讲述一位30岁出头的落魄男子想到棕榈泉自杀，结果渐渐发现他活着的意义。西亚拉继续给电视剧《49号旅舍》编剧的时候，两人从科幻片角度重新开发剧本，务求打造更具野心的作品。《今天暫時停止》是率先使用时间循环元素的浪漫喜剧，巴巴考夫和西亚拉编剧的时候，想尽量脱离这部影片的影子。这使得主角奈尔斯在开头就已经在时间循环中，让影片看起来像是“一部不存在电影的续集”，之后第二个角色莎拉加入循环，起到指引观众的作用。
2018年11月，计划正式公布，且获加州政府豁免收税。受此影响，剧组必须在洛杉矶取景，而不是去棕榈泉。安迪·萨姆伯格将担任主演。2019年3月，克莉絲汀·米利歐提和J·K·西蒙斯加盟剧组。4月，卡蜜拉·曼德絲加入。
影片于2019年4月开拍，历时21日。卡巴松恐龙园在片中出现。

## 发行
影片于2020年1月26日在圣丹斯电影节全球首映。不久后，Neon和Hulu买下影片发行权。据指，Neon和Hulu开出的价码高达1750万零69美元，比圣丹斯电影节史上发行价最高的电影高出0.69美元。将保证金计算在内，协议价格接近2200万美元。
2020年7月10日，影片循Hulu平台和指定汽车戏院在美国发行。Hulu表示影片打破了平台影片上线前三天观看总人数的纪录。2020年8月，据报Hulu订阅用户中有8.1%在影片上线首月观看该片。11月，《综艺》指影片位列年度流媒体直接发行作品点播榜第26位。
2021年1月，影片解说版上线，主创萨姆伯格、米利欧缇、巴巴考夫和西亚拉解说，是Hulu首部带解说的作品。

## 评价

### 票房
影片上映首周末登陆66家影院，总票房16.4万美元，次周末在约30家影院上映，票房10.1万美元。

### 专业评价
汇总媒体烂番茄评论212条，新鲜度94%，平均得分8/10。网站共识写道：“出色的表演、扎实的导演方向、耳目一新的原创概念将《棕榈泉》打造成一部让人很容易爱上的浪漫喜剧。”Metacritic评论42条，加权平均分83/100，表示“普遍好评”。
《IndieWire》专栏作家大卫·埃里希（David Ehrlich）给出B+的评级，认可电影巧妙复刻了《今天暫時停止》的公式：“影片由头到尾都想做活力十足的90分钟喜剧片不一定能做的事情，仿佛有点不自量力，而剧情上的逼人气势也丝毫不给剧情节奏放缓的机会。”《综艺》的彼得·德布鲁格（Peter Debruge）给出正面评价，认为“《棕榈泉》之于时间循环片，如同《屍樂園》之于僵尸片。《棕榈泉》在形式上深入撼动了前辈的影片，让它们开始审慎考虑自己的地位”。《Uproxx》给出正面评价，认为影片是完美的艺术喜剧片，“出场的时候像很聪明天真的小百灵鸟，最终一堆砖块变成砸到你身上。
影片入选Metacritic2020年度甄选片单第12位，入选IGN2020年度最佳电影。

### 奖项
| 大奖                 | 典礼日期      | 奖项                       | 获得者                      | 结果 | 参考   |
| -------------------- | ------------- | -------------------------- | --------------------------- | ---- | ------ |
| 评论家选择电影奖     | 2021年3月7日  | 最佳喜剧片                 | 《棕榈泉》                  | 獲獎 | [ 26 ] |
| 獨立精神獎           | 2021年4月22日 | 最佳第一编剧               | 安迪·西亚拉                 | 提名 |        |
| 金球獎               | 2021年2月28日 | 最佳音樂及喜劇電影         | 《棕榈泉》                  | 提名 | [ 27 ] |
| 金球獎               | 2021年2月28日 | 最佳音樂及喜劇類電影男主角 | 安迪·萨姆伯格               | 提名 | [ 27 ] |
| 好莱坞影评人协会奖   | 2021年3月5日  | 最佳突破表演（女演员）     | 克莉絲汀·米利歐提           | 提名 | [ 28 ] |
| 聖地牙哥影評人協會   | 2021年1月11日 |                            |                             |      |        |
| 聖地牙哥影評人協會   | 2021年1月11日 | 最佳喜剧片表演             | 安迪·萨姆伯格               | 提名 |        |
| 聖地牙哥影評人協會   | 2021年1月11日 | 最佳剪辑                   | 安德鲁·迪克勒 马特·弗里德曼 | 提名 |        |
| 聖地牙哥影評人協會   | 2021年1月11日 | 最佳群戏                   | 《棕榈泉》                  | 提名 |        |
| 卫星奖               | 2021年2月15日 | 最佳喜剧片或歌舞片男主角   | 安迪·萨姆伯格               | 提名 |        |
| 卫星奖               | 2021年2月15日 | 最佳喜剧片或歌舞片         | 《棕榈泉》                  | 提名 |        |
| 卫星奖               | 2021年2月15日 | 最佳原创剧本               | 安迪·西亚拉                 | 提名 |        |
| 华盛顿特区影评人协会 | 2021年2月8日  | 最佳原创剧本               | 安迪·西亚拉                 | 提名 |        |